# Le Bousquet-d'Orb
 Le Bousquet-d'Orb  (en idioma occitano Lo Bosquet d'Òrb) es una población y comuna francesa, situada en la región de Occitania, departamento de Hérault, en el distrito de Lodève y cantón de Clermont-l'Hérault.

## Historia
La comuna fue creada en 1844 por segregación de terrenos pertenecientes a las comunas de Camplong y Lunas.

## Demografía
| 2502 | 2270 | 1944 | 1816 | 1702 | 1483 | 1580 |
| Para los censos de 1962 a 1999 la población legal corresponde a la población sin duplicidades (Fuente: INSEE [Consultar]) |      |      |      |      |      |      |